# Zannichellia major
Zannichellia major là một loài thực vật có hoa trong họ Potamogetonaceae. Loài này được Boenn. ex Reichenb. miêu tả khoa học đầu tiên.